# Pit and the Pendulum
Pit and the Pendulum (El péndulo de la muerte en España, El pozo y el péndulo en Hispanoamérica y La fosa y el péndulo en su estreno en México y Argentina) es una película estadounidense de terror de 1961 dirigida por Roger Corman y protagonizada por Vincent Price, Barbara Steele, John Kerr y Luana Anders. El guion fue escrito por Richard Matheson y se basa muy libremente en el cuento homónimo del escritor Edgar Allan Poe. La historia está ambientada en España durante el siglo XVI y narra las vivencias de un joven inglés que visita un castillo con el propósito de investigar la muerte de su hermana. Tras presenciar una serie de apariciones fantasmales, el joven es capturado y atormentado con el instrumento de tortura que da título a la película.
Pit and the Pendulum fue el segundo título de la serie de películas basadas en relatos de Poe y producidas por American International Pictures. La primera fue La caída de la casa Usher, dirigida por Corman y estrenada el año anterior. Al igual que en La caída de la casa Usher, el director de fotografía fue Floyd Crosby, el director artístico fue Daniel Haller y el compositor de la música Les Baxter. El éxito de la película convenció a AIP y Corman para continuar la serie con otras seis cintas, cinco de las cuales fueron protagonizadas por Price. La última película, La tumba de Ligeia, se estrenó en 1965.   
El crítico de cine Tim Lucas y el escritor Ernesto Gastaldi han llamado la atención sobre la influencia de la película en numerosos thrillers italianos posteriores, desde La Frusta e il Corpo (1963) de Mario Bava hasta Profondo Rosso (1975) de Dario Argento. El escritor Stephen King describió una escena de la cinta como uno de los momentos más importantes del cine de terror posterior a 1960.

## Argumento
En España, durante el siglo XVI, el ciudadano inglés Francis Barnard (John Kerr) viaja a visitar el castillo de su cuñado Nicholas Medina (Vincent Price) para investigar la causa de la muerte de su hermana Elizabeth (Barbara Steele). Tanto Nicholas como su hermana menor Catherine (Luana Anders) explican vagamente que Elizabeth ha fallecido a causa de una rara enfermedad de la sangre. Cuando, al pedirle más detalles sobre la enfermedad, Nicholas responde con evasivas, Francis decide no irse del lugar hasta descubrir qué ocurrió realmente con su hermana.  
Mientras cenaba con el médico de la familia, el doctor Leon (Antony Carbone), Francis pregunta de nuevo por la muerte de su hermana. El doctor Leon le informa que falleció de una insuficiencia cardíaca, agregando que murió literalmente de «miedo». Tras esto, Francis exige conocer el lugar donde murió. Nicholas lo conduce a la sala de torturas, explicándole que Elizabeth, debido a la atmósfera del castillo, se obsesionó con los instrumentos de la sala. Su trastorno mental fue tal que un día se encerró dentro de la doncella de hierro, muriendo tras susurrar el nombre «Sebastian». Sin embargo, Francis se niega a creer la historia de Nicholas.  
Francis le dice a Catherine que Nicholas parece sentirse un tanto culpable en lo que respecta a la muerte de Elizabeth. Ante esto, Catherine le revela que Nicholas sufrió un trauma durante su niñez. Su padre era Sebastian Medina, un conocido miembro de la Inquisición española. Cuando Nicholas era un niño, entró a escondidas en la sala de torturas de su padre (también interpretado por Price), ignorando la prohibición de este. Minutos después entraron su padre, su madre Isabella y el hermano de Sebastian, Bartolome. Nicholas, que estaba escondido en un rincón de la sala, observó cómo su padre golpeaba a Bartolome con un atizador al rojo vivo, gritándole «¡adúltero!». Tras asesinar a Bartolome, Sebastian torturó a su esposa hasta darle muerte.
Cuando Catherine termina de contar la historia a Francis, ambos son informados por el doctor Leon de que Isabella no fue torturada hasta la muerte, sino que fue sepultada tras una pared de ladrillos estando aún viva. Esto llevó a Nicholas a sospechar el enterramiento prematuro de la misma Elizabeth, aunque el médico asegura que tal cosa no ocurrió. Además de esto, Nicholas cree que el fantasma de su esposa ronda por el castillo, a causa de los ruidos procedentes de su antigua habitación.
A pesar de esto, Francis comienza a sospechar que todo es un truco de Nicholas. Ante estas acusaciones, el doctor Leon ordena abrir la tumba de Elizabeth para estar seguros de si fue o no enterrada viva. Al abrirla, ven al cadáver en estado de descomposición, pero en una posición que refleja pánico, con sus manos en alto y con la boca abierta. Este descubrimiento afecta a Nicholas, quien huye a su habitación para intentar suicidarse. Catherine lo detiene, diciéndole que no fue culpa suya que tal cosa ocurriera.
Esa misma noche, Nicholas, al borde de la locura, oye la voz de Elizabeth, que lo conduce a la sala de torturas. Elizabeth surge de entre las sombras, provocando la caída de Nicholas por unas escaleras. Mientras Nicholas está desvanecido, llega el doctor Leon y se reúne con Elizabeth. Ambos creen muerto a Nicholas, que sin embargo está vivo y consciente. Nicholas descubre entonces que Elizabeth había fingido su muerte con la ayuda de su amante, el doctor Leon. Su objetivo era deshacerse de él para quedarse con su fortuna. Tras oír esto, Nicholas se incorpora, pero creyendo que es su propio padre, Sebastian Medina, y encierra a Elizabeth en una doncella de hierro. El doctor Leon escapa, pero muere al caer en un pozo de gran profundidad.
Francis llega a la sala de torturas en busca de Nicholas, pero este lo confunde con su tío, Bartolome, y lo deja inconsciente. Nicholas lleva a Francis a una sala contigua donde lo amarra bajo un péndulo en cuyo extremo hay una navaja gigante. Antes de ser cortado por el péndulo, Francis es rescatado por Catherine y un sirviente. Tras una breve lucha con el sirviente, Nicholas es arrojado al mismo pozo en el que había encontrado la muerte el doctor Leon. Cuando los tres abandonan la sala de torturas, Catherine jura que sellará para siempre la estancia: en ese momento, la cámara enfoca a Elizabeth, quien continúa viva dentro de la doncella de hierro.

## Producción
Cuando la película de Roger Corman, La caída de la casa Usher, fue estrenada en junio de 1960, su éxito en la taquilla fue una sorpresa para James H. Nicholson y Samuel Z. Arkoff de AIP. Corman confesó: «Suponíamos que la película tendría éxito, pero ni la mitad del que ha tenido». Según Richard Matheson: «Tras el éxito de la primera película, aún no existía el plan de crear una serie basada en el trabajo de Poe. Querían solo otra película con el nombre de Poe en el título». Pit and the Pendulum fue anunciada en agosto de 1960, y el rodaje comenzó la primera semana de enero de 1961. Según el libro de Lucy Chase Williams The Complete Films of Vincent Price, se habían previsto quince días para el rodaje de la película, que contaba con un presupuesto de casi un millón de dólares. Corman afirmó que el coste real de producción de la película fue de $300 000.

### Guion

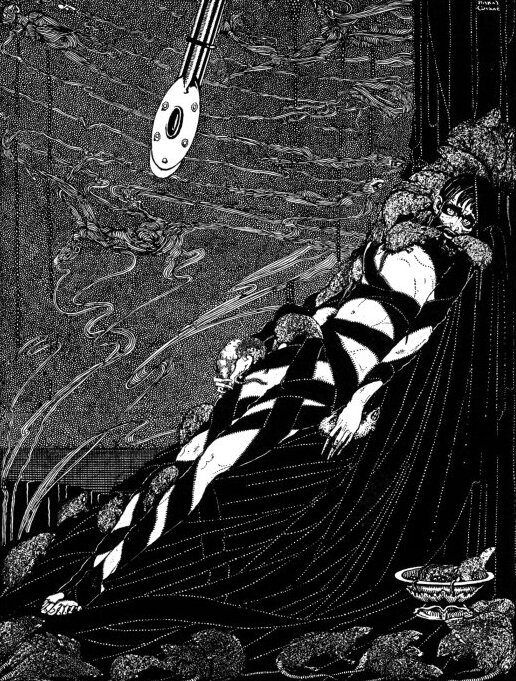
Ilustración de Harry Clarke para El pozo y el péndulo. El guion de la película se basó libremente en el cuento de Poe, utilizando su trama solo para el clímax de la cinta.

El guion de la película fue escrito por Richard Matheson, quien se basó muy libremente en el cuento El pozo y el péndulo de Edgar Allan Poe. Solo la escena final contiene los elementos centrales del relato de Poe. Esto se debe a que los cuentos de Edgar Allan Poe no eran suficientemente extensos para ser convertidos en largometrajes, por lo que era necesario incluir más escenas y detalles. Según palabras de Corman, «el método utilizado en Pit and the Pendulum consistió en tomar el cuento de Poe y usarlo como clímax para un tercer acto de la película, ya que una historia de dos páginas no basta para una cinta de noventa minutos. Los dos primeros actos fueron construidos según nos parecía lo más cercano al espíritu de Poe, debido a que la parte final tendría una corta duración».
Una de las virtudes de Matheson, según Corman, era su rapidez para escribir guiones, ya que no necesitaba más de un borrador para crear la historia. Sin embargo, el propio Matheson explicó que esto se debía a la presión existente por parte de la producción, que buscaba filmar las películas en un corto plazo. De esta manera, solo contaba con uno o dos meses para escribir el guion.
El guion de Matheson incluía un flashback que tenía lugar antes de la enfermedad de Elizabeth, y mostraba a Nicholas y a su esposa montando a caballo y comiendo fuera del castillo. Corman eliminó la escena ya que según él violaba uno de los principios de su serie de películas basadas en la obra de Poe: «Tenía varias teorías mientras trabajaba en estas películas... una de ellas consistía en que las historias surgieron del inconsciente de Poe, por lo que nunca reflejan totalmente la realidad; no fue hasta La tumba de Ligeia que mostramos el mundo real en una de las cintas... en Pit and the Pendulum, John Kerr llega al castillo en un carruaje viéndose al fondo el mar, que para mí representa mejor la idea del inconsciente. La escena de Nicholas y Elizabeth fue eliminada ya que no quería una escena en la que los personajes se encontraran a plena luz del día».
Algunas partes del guion fueron modificadas durante el rodaje. El mismo Vincent Price sugirió cambios en los diálogos. En el guion, cuando Francis Barnard es presentado a Nicholas, el joven pregunta por los ruidos que ha escuchado momentos antes en el castillo. Nicholas Medina responde: «Es... un aparato, Sr. Barnard. ¿Qué lo trae por aqui?» Price agregó las frases «que debe ser constantemente reparado» y «que no puede detenerse». Luego, cuando Nicholas recuerda la sala de torturas de su padre, Price utilizó diversas explicaciones para la violencia de Sebastian Medina. Durante la escena de la muerte de Nicholas, este debía gritar agonizante: «Elizabeth. ¿Qué fue lo que te hice? ¿Qué fue lo que te hice?» La cámara luego mostraba la cara de Elizabeth, que estaba atrapada dentro de la doncella de hierro. Corman decidió deshacerse de esta frase, creyendo que la escena debería ser totalmente visual, ya que el diálogo podría arruinar el momento.

### Rodaje
Corman observó que hacer la película fue una experiencia placentera: «Disfruté Pit and the Pendulum ya que tuve la oportunidad de experimentar con el movimiento de la cámara. Hubo mucho trabajo de cámara y un interesante montaje en el clímax de la cinta». La filmación no tuvo mayores problemas, aspecto que Corman atribuyó a las cortas pero exhaustivas reuniones de preproducción que tuvo con los principales técnicos de la película. «Nos dimos cuenta que la razón del bajo presupuesto era la planificación previa. Así, cuando fuimos a rodar la película en quince días, no tuvimos que empezar a tomar decisiones. Gracias a las conferencias previas con el director de fotografía Floyd Crosby y el director de arte Daniel Haller, todos sabíamos qué hacer».
Para crear los flashback que revelaban los recuerdos de Nicholas y la razón de su trauma, Corman y Crosby los filmaron con el objetivo de convencer a la audiencia que estos formaban parte del inconsciente del personaje. Corman quería que tales escenas tuvieran una atmósfera onírica, ya que consistían en hechos vividos por alguien que se encontraba «al borde de la locura». Corman decidió filmar los flashback de forma monocromática, ya que muchos psiquiatras creen que los sueños son percibidos de esta manera por las personas. Crosby utilizó objetivos gran angulares, violentos movimientos de cámara y ángulos inclinados para representar el sentimiento de histeria del personaje. Las secuencias fueron luego impresas en película azul, la cual fue posteriormente teñida de un tono rojizo durante su procesamiento fotográfico, generando así una imagen de dos tonos. Los toques de luz se mostraban azules, mientras que las sombras poseían un color rojo. La imagen fue luego pasada por una impresora óptica, en la que sus bordes fueron viñeteados y se introdujo además una distorsión lineal.

### Dirección artística
La primera escena de la película, que muestra la llegada del personaje de Kerr al castillo, se filmó en la costa de Palos Verdes, una península ubicada en el condado de Los Ángeles (California). El resto de las escenas se rodaron en el interior de los estudios California en Hollywood. Daniel Haller diseñó un amplio castillo con varios niveles que permitía una mayor libertad para los movimientos de cámara. Debido al bajo presupuesto con el que contaban, el castillo no pudo ser construido «desde cero», por lo que Haller recorrió varios estudios en busca de elementos para crear el escenario. En Universal Studios encontró numerosas piezas de utilería, las cuales incluían chimeneas, arcos, ventanas, puertas y algunos instrumentos de tortura. En otros estudios encontró gigantescas escalinatas y paredes de piedra. Haller escogió y alquiló varias piezas de estos almacenes y las envió a los estudios California, donde se construyeron los decorados de la película. Para mejor recrear la atmósfera, en los decorados del castillo se colocaron además una gran cantidad de telarañas falsas. Según Price, esto fue producto de una petición suya al director.
En el material promocional de la película aparece que el péndulo utilizado medía dieciocho pies de largo y pesaba cerca de una tonelada, y se le agregó una gran navaja de goma en su extremo. El péndulo fue colgado desde el techo del estudio, a unos treinta y cinco pies de altura. En una entrevista, Haller dio detalles acerca de la creación del péndulo:

Descubrí que este tipo de péndulos fue realmente utilizado durante las inquisiciones de España y Alemania. Primero utilizamos una navaja de goma, pero se atascaba en el pecho de Kerr. Luego recurrimos a una navaja de metal, la cual pintamos para que pareciera de acero. El problema era ubicarla a una distancia tal que sólo rasgara la camisa de John sin cortarlo a él. Para asegurarnos pusimos una cinta de metal alrededor de su cintura, donde pasaría el péndulo.

Para aumentar visualmente el tamaño del escenario, se quitaron las pasarelas del techo del estudio, creando así un efecto de mayor altura y profundidad. Además de esto, la cámara fue equipada con un objetivo gran angular Panavision de 40mm y ubicada al otro extremo del estudio. Las paredes, suelo y techo del plató se pintaron aprovechando la ubicación de la cámara, alcanzando así el doble de su tamaño en pantalla.

### Reparto

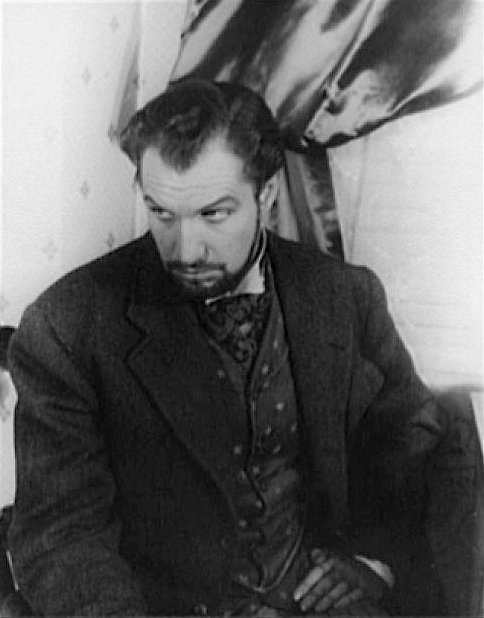
Vincent Price interpretó a Nicholas Medina, siendo esta su segunda colaboración en una película de Roger Corman.

- Vincent Price como Nicholas/Sebastian Medina. Esta fue la tercera película de Price producida por American International Pictures y la segunda bajo dirección de Corman.[20] Tras la buena recaudación de La caída de la casa Usher, Price exigió más dinero por su rol en Pit and the Pendulum, además de un porcentaje de las ganancias.[10] Según Corman, no fue difícil trabajar con Price, ya que solo necesitaba darle una idea de lo que quería para el personaje y el resto lo hacía el actor.[15] A muchos críticos pareció gustarles la interpretación un tanto histriónica de Price. Darrell Moore escribió: «Vincent Price regresa en Pit and the Pendulum a la sobreactuación que nos tiene acostumbrados. Su interpretación maniaca es el punto culminante de la cinta».[21] Nathaniel Thompson afirmó: «Vincent Price hace su agosto alternando entre un farfullar terrorífico y el rechinar de dientes de la locura (a veces en la misma escena)».[22] Otros, sin embargo, creyeron que su actuación demasiado teatral arruinaba la atmósfera de la película. El escritor Ken Hanke afirmó que en algunos momentos la película provocaba risas sin pretenderlo debido a la sobreactuación de Price.[23]

- John Kerr como Francis Barnard. Kerr, ganador del premio Tony por Té y simpatía (1955), había sido un prometedor actor en la década de los 50, interpretando papeles principales en las adaptaciones teatrales de Té y simpatía y de la obra de Rodgers y Hammerstein South Pacific. En Pit and the Pendulum tuvo el que sería el último papel destacable de su carrera en el cine.[24] Años más tarde, Kerr declaró sentirse sorprendido por el hecho de que éste fuese su rol más recordado. Según sus palabras, si alguien le hubiera dicho unos años atrás que The Pit and the Pendulum sería la película de culto que la gente recordaría, no se lo habría creído.[25]

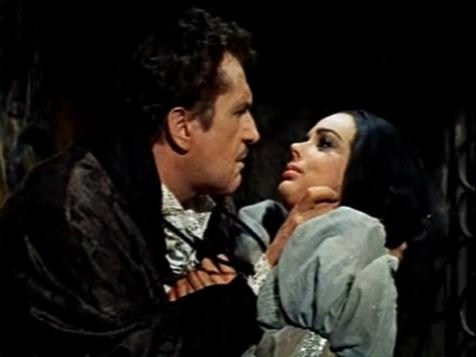
Vincent Price y Barbara Steele en un fotograma del trailer de la película.

- Barbara Steele como Elizabeth. Esta fue la primera película de Steele desde su notable debut en la cinta de Mario Bava La máscara del demonio (1960). Uno de los deseos de Steele era no convertirse en un estereotipo por su rol en una película de terror, pero según Roger Corman, todas esas dudas desaparecieron cuando trabajaron juntos.[15] La actriz ha afirmado que durante la producción se encontraba "sobrecogida" por Vincent Price, y describió el rodaje de su última escena juntos (aquella en la que el actor la estrangula) como "sorprendentemente física". De acuerdo con sus palabras, el actor prácticamente la atacó de verdad, hasta el punto de dejarle marcas en el cuello. Después, no obstante, se mostró muy preocupado por haberle hecho daño, y, siempre en opinión de la actriz, se comportó como un caballero, alguien muy amable a pesar de la imagen que tenía de él por sus películas.[26] Durante el rodaje de la película, mientras veía el material filmado el día anterior, Corman se convenció de que el marcado acento inglés de Steele, típico de la clase obrera, no encajaba bien con las voces de los otros actores del reparto, por lo que al finalizar el rodaje todo su diálogo fue doblado por otra actriz.[7]

- Luana Anders como Catherine Medina. El papel de Anders como hermana menor de Price fue una de las diversas apariciones que tuvo en las producciones de American International Pictures. Muchas de estas fueron dirigidas por el propio Corman. La actriz había conocido al director varios años antes en Los Ángeles, cuando ambos acudían a clases de interpretación en las que el profesor era Jeff Corey. Después de esta película, Anders volvería a participar en dos cintas de Corman: The Young Racers (1963) y The Trip (1967).[27]

- Antony Carbone como doctor Leon. Al igual que Anders, Carbone fue otro breve colaborador de Corman a principios de los años 60, apareciendo en cuatro películas del director durante ese periodo. El único papel protagonista de Carbone en toda su carrera había sido en la película El monstruo del mar encantado, también dirigida por Corman, y en la que compartió protagonismo con el escritor Robert Towne. Pit and the Pendulum fue la última aparición de Carbone en una película de Corman.[9]

- Otros miembros del reparto:  Patrick Westwood como Maximillian (el sirviente), Lynette Bernay como Maria (la criada), Larry Turner como Nicholas (de niño), Mary Menzies como Isabella y Charles Victor como Bartolome. Nótese que IMDb incluye adicionalmente a otra actriz:  Randee Lynne Jensen como extra. Sin embargo, ninguna otra fuente menciona la presencia de Jensen, ni siquiera la guía de Robert Ottoson American International Pictures: A Filmography.[28]

Corman reservó un día para realizar ensayos con el reparto antes de que comenzase el rodaje: «Previamente, había realizado un exhaustivo ensayo con los actores para que hubiese un perfecto entendimiento de lo que se pretendía conseguir en cada escena. Esto es muy importante; no hay nada peor que estar en el plató y preparado para rodar, sólo para descubrir que director y actor tienen diferentes puntos de vista acerca de cómo debe hacerse la escena. Gracias al plan desarrollado durante la preproducción y a los ensayos, en el plató no se perdió nada de tiempo discutiendo o tomando decisiones».

## Recepción
Pit and the Pendulum tuvo aún más éxito que La caída de la casa Usher, recaudando $2.000.000 solamente en Estados Unidos y Canadá, frente a los $1.450.000 de la primera película. Según el escritor Ed Naha, Pit and the Pendulum recibió además una mejor respuesta por parte de la crítica.
Howard Thompson de The New York Times escribió: «al menos atmosféricamente, la fusión de colores, sumada a la decoración y música, convierten a la película en uno de los mejores intentos de Hollywood por adaptar una obra de Poe... La trama de Richard Matheson es compacta y lógica, acorde al número de actores que participan... Roger Corman ha logrado una escalofriante atmósfera de terror». La revista Variety afirmó que «el final de la película transmite con gran entusiasmo un final sorpresa que habría encantado al mismísimo Poe... es una película con estilo, poseedora de una gran fotografía». El periódico Los Angeles Examiner sostuvo que es «...una de las mejores películas de terror desde hace mucho tiempo... presenta una hábil dirección por parte de Corman... con una gran actuación de Vincent Price». Brendan Gill de The New Yorker encontró que fue «una minuciosa y espeluznante secuencia de terror...» La revista Time llamó a la película «una obra espeluznante que inteligentemente, o incluso auto-conscientemente, refleja a Edgar Allan Poe de una manera poética». The Hollywood Reporter la describió como «...una cinta de terror con clase, comparable a las realizadas por Hammer... está cuidadosamente realizada y refleja una gran producción... Vincent Price entrega una interpretación típicamente rococó...»
Sin embargo, Charles Stinson de Los Angeles Times no se mostró impresionado por la película: «El guion viola el estilo gótico de Poe con un diálogo soso y modernizado... pero el guion palidece frente a la actuación... las expresiones faciales de Price, sus movimientos de ojos y el tono empalagoso con el que dice sus frases le dan un tono que está cerca de convertir en burlesco al personaje. Las escenas donde pierde la cordura son absolutamente ridículas. La audiencia casi muere de la risa al verlo». Price se molestó tanto con el comentario de Stinson que escribió una carta al crítico, en la cual agregó: «Creo que debo romper mi determinación de no responder a un crítico de cine, la cual he seguido durante 25 años. Esto debido a que su comentario de Pit and the Pendulum no buscaba ser instructivo, y por consiguiente constructivo, sino solo  herir y humillar, estoy seguro que disfrutará saber que lo logró. Mi único consuelo...es que es el segundo espectáculo con mayor éxito de taquilla de todo el país». Price nunca envió la carta, la escribió con el objetivo de desahogarse.
La reputación de la película aumentó con el pasar de los años y hoy es considerada una de las mejores cintas de la serie de Roger Corman basada en las obras de Poe. La revista Time Out sostuvo que era «el mejor trabajo de Corman, el cual fue realizado a través de un magnífico guion de Richard Matheson». En su libro Enciclopedia Penguin del horror y lo sobrenatural, Timothy Sullivan escribió: «Pit and the Pendulum es mejor que su predecesora... La trama es embriagadora, y Roger Corman la maneja de manera increíble a través de pinturas, ángulos de cámara particulares, telarañas, doncellas de hierro... todo eso antes que el héroe sea atrapado bajo el péndulo, en una secuencia que hasta el día de hoy nos pone los pelos de punta». El escritor Phil Hardy en The Aurum Film Encyclopedia: Horror observa que «aun cuando la interpretación de Price es perceptiblemente más extravagante que en la película anterior, esto se ajusta a los fluidos movimientos de cámara. La caída de la casa Usher parecía no saber lidiar con la acción que significaba el regreso de Madeline desde su tumba; Pit and the Pendulum no presenta dicha vacilación. Desde el momento en que Steele atrae a Price hacia la cripta... la acción es increíble». Tim Lucas, mientras comentaba el DVD en 2001, escribió, «aprovechando el éxito de recaudación de La caída de la casa Usher, Pit es una producción más elaborada y presenta uno de los momentos más importantes de la serie Corman/Poe». Glenn Erickson, en su sitio web  “DVD Savant”, notó que «la segunda adaptación de Roger Corman de una obra de Edgar Allan Poe significó un gran avance con respecto a la primera, La caída de la casa Usher... Pit and the Pendulum optó por una acción más frenética a la existente en las películas».
Sin embargo, las opiniones críticas más recientes acerca de la película no siempre son positivas. De los 16 comentarios existentes en Rotten Tomatoes, el 23% corresponde a críticas negativas.  El sitio web FilmCritic.com sostiene que la película «es una decepción... al final, parece un trabajo hecho improvisadamente, lo cual, desde luego, era».

## Influencia
El éxito de Pit and the Pendulum convenció a Arkoff y Nicholson de AIP de producir más películas de terror basadas en relatos de Edgar Allan Poe. Las cintas posteriores, dirigidas por Corman, fueron La obsesión (1962),  Tales of Terror (1962), El cuervo (1963), The Haunted Palace (1963, basada en realidad en un cuento de H. P. Lovecraft), The Masque of the Red Death (1964) y  La tumba de Ligeia (1965).
El crítico de cine Tim Lucas sostiene que la cinta tuvo una gran influencia en algunas películas de terror italianas.  Según él, la película «lleva las teorías freudianas de Corman aún más lejos con una secuencia flashback que explica el trauma de Nicholas, y que tendría una especial influencia en el posterior desarrollo del cine de terror italiano — influencia que se ve reflejada en películas de los años 70 (Profondo Rosso) y 80 (A Blade in the Dark)».  El escritor K. Lindbergs ha observado también «una obvia influencia» en la película Danza Macabra (1964) de Antonio Margheriti y su remake, Nella stretta morsa del ragno (1970). Por otra parte, el guionista Ernesto Gastaldi sostuvo que Ugo Guerra y Elio Scardamaglia, productores de la cinta La Frusta e il Corpo (1963) de Mario Bava, le habían «mostrado una copia de Pit and the Pendulum antes de comenzar a escribirla: "haz algo como esto", dijeron». En relación con otra de sus películas, The Long Hair of Death (1964), Gastaldi también reconoció la influencia de Corman.
Según Stephen King, una de las escenas de la película —aquella en la que es descubierto el cadáver de Elizabeth — tuvo un gran impacto en el género, convirtiéndose en una de las secuencias de terror más significativas de la década. King escribió, «después de las películas de Hammer, este es, creo, uno de los momentos más importantes del cine de terror posterior a 1960; significó un regreso a los esfuerzos por asustar a las audiencias con cualquier medio posible».

## Controversia
Varios años después del estreno de la cinta, Mark Damon, actor que protagonizó La caída de la casa Usher, reveló que fue él quien dirigió Pit and the Pendulum. En una entrevista, Damon aclaró que había acordado esto con Corman, quien le permitió dar instrucciones a los actores mientras él se dedicaba a los aspectos más técnicos de la película. Sin embargo, debido a problemas con AIP, Damon no apareció en los créditos de la cinta. El actor Antony Carbone desmintió este hecho, agregando: «Creo que lo vi en el plató, pero nunca me dirigí a él. Si tenía algo que decir, iba donde Roger. No me explicaron que él estaba dirigiendo, o dirigiendo de manera asociada, o lo que sea que él haya dicho. Él podría haber tenido esto en la relación con Roger, esto es algo que no puedo negar. Y no puedo confirmarlo, tampoco, ya que no era consciente de aquello. Lo único que sé es esto: Sé que Roger era quien decía acción y corte, y lo decía en el momento adecuado».

## Versión para televisión
En 1968, cuando la película fue vendida a ABC-TV para ser emitida por televisión, la cadena descubrió que la cinta era demasiado corta para el periodo de dos horas programado para su emisión, por lo que solicitaron a AIP que agregara más escenas. Tamara Asseyev, asistente de producción de Corman, rodó unos cinco minutos de material extra.
Del reparto original, solamente la actriz Luana Anders participó en la filmación, por lo que las nuevas secuencias muestran a su personaje, Catherine Medina. En las nuevas escenas, Catherine se encuentra en un manicomio, donde cuenta su historia a los demás pacientes. De esta manera, la película comienza a ser contada como un flashback. Las nuevas escenas fueron incluidas como material extra en el DVD lanzado por MGM, pero se anuncia equivocadamente como «el prólogo original de la película».

## Otras películas
Pit and the Pendulum es la segunda de las ocho adaptaciones de cuentos de Edgar Allan Poe dirigidas por Roger Corman entre 1960 y 1964. Las otras fueron:
1. La caída de la casa Usher (1960)
2. La obsesión (1962)
3. Tales of Terror (1962)
4. El cuervo (1963)
5. The Haunted Palace (1963)
6. The Masque of the Red Death (1964)
7. La tumba de Ligeia (1964)